# 3 Words
3 Words är den brittiska popsångerskan Cheryl Coles debutalbum och det gavs ut den 26 oktober 2009 i England. Skivan är i stora drag producerad av Will.i.am från bandet The Black Eyed Peas. Skivan är till stilen en R&B-skiva, dock med dansmusik- och house-influenser. Skivan fick i stort sett negativ kritik men några musikjournalister gav den ett positivt mottagande. Skivan innehåller fyra låtar som Cole själv varit med och skrivit. Det har givits ut tre singlar: Fight for This Love, som blev den mest sålda singeln i Storbritannien under 2009, 3 Words och Parachute. Skivan började distribueras i olika delar i Europa år 2010.

## Låtlista
1. 3 Words (med Will.i.am)
2. Parachute
3. Heaven (med Will.i.am)
4. Fight for This Love
5. Rain On Me
6. Make Me Cry
7. Happy Hour
8. Stand Up
9. Don't Talk About This Love
10. Boy Like You (med Will.i.am)
11. Heartbreaker (Will.i.ams låt med Cole som bakgrundssångerska)